# Thomas Gage
Thomas Gage  (Firle, Sussex Oriental; 1719-isla de Pórtland, Dorset; 2 de abril de 1787) fue un militar británico, que alcanzó el grado de general.
Se le conoce especialmente por ser el comandante en jefe de las tropas del Ejército británico destinadas en los actuales Estados Unidos entre 1763 y 1775, es decir, durante los primeros años de la guerra de Independencia de Estados Unidos.
También fue gobernador de Massachusetts durante un breve período, coincidente con la supresión del gobierno civil de las colonias americanas efectuada por orden de la Corona británica.

## Años de juventud
Nació en la localidad de Firle, en el condado de Sussex, siendo el segundo hijo de Thomas Gage, primer vizconde de Gage, que había sido gobernador de Barbados, y de su primera esposa, Benedicta Maria Theresa Hall.
En 1728 ingresó en la prestigiosa Westminster School de Londres, donde conoció a personajes como John Burgoyne, Richard Howe, Francis Bernard y George Sackville.
Tras culminar sus estudios, se unió al Ejército británico, primero como aspirante antes de lograr el grado de teniente en el 1st Northampton Regiment el 30 de enero de 1741. Pasó a prestar servicios en el Battereau's Foot Regiment en 1742, siendo simultáneamente ascendido al grado de teniente primero. Ascendido a capitán en 1743, ejerció de ayudante de campo de Willem van Keppel, segundo conde de Albemarle, durante la batalla de Fontenoy (1745) y durante toda la campaña que culminó con la de Culloden (1746). Entre 1747 y 1748, estuvo destinado en campaña en los Países Bajos, para comprar su grado de mayor en 1748. Entre 1748 y 1755, fue destinado al 55th Foot Regiment (más tarde rebautizado como 44th Regiment), acantonado en Irlanda, siendo ascendido a teniente coronel en marzo de 1751.

## Guerra de los Siete Años
En el marco de la guerra de los Siete Años, en 1754 fue enviado a América formando parte de la Expedición Braddock, un cuerpo expedicionario al mando del general Edward Braddock destinado a luchar contra el Ejército francés en Canadá. Su futuro enemigo, George Washington, fue compañero de armas suyo durante esta expedición.
En julio de 1755 —tras la muerte del comandante en jefe del 44th Regiment, el coronel sir Peter Halkett, en la batalla de Monongahela—, asumió el mando de dicho regimiento, que había quedado literalmente diezmado; el capitán Robert Orme (ayudante de campo de Braddock) lo acusó de haber dirigido mal a las tropas, motivo por el cual se habría producido la derrota del Ejército británico. Orme dimitió al año siguiente, aunque las acusaciones que había vertido contra Gage impidieron que se le concediese el mando del 44th Regiment.

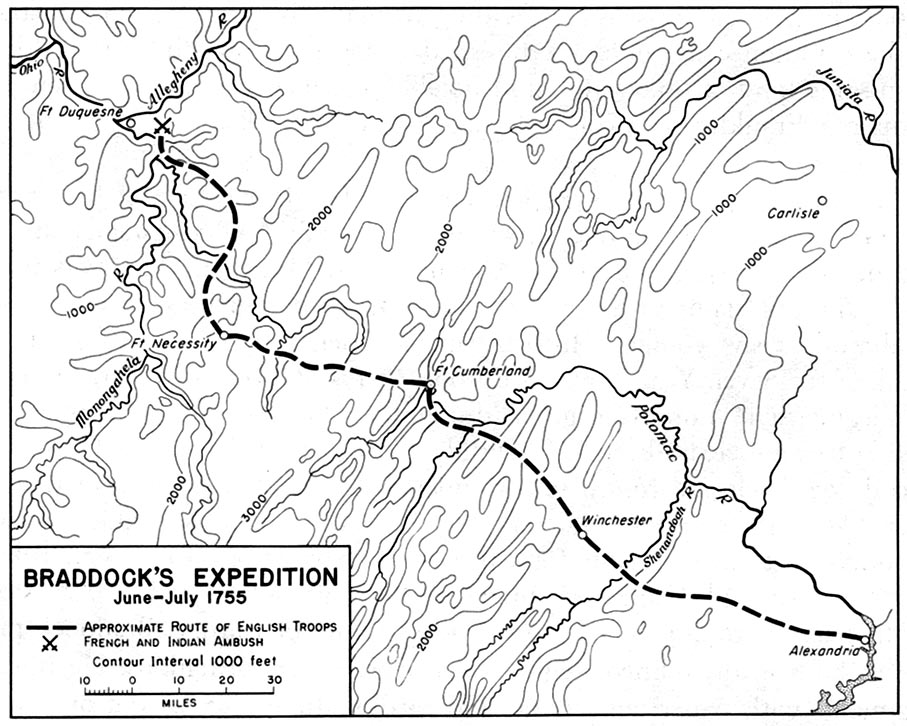
Mapa de la Expedición Braddock.

En 1756 fue segundo en el mando durante la infructuosa expedición británica al río Mohawk. Al año siguiente, se hallaba a las órdenes del capitán general John Campbell en Halifax (Nueva Escocia), quedando al mando del 80th Regiment para finalmente verse ascendido al rango de coronel. Resultó nuevamente herido durante un intento para tomar Fort Ticonderoga. A pesar del fracaso con que se saldó la intentona, fue nuevamente ascendido, esta vez a brigadier general (aunque ello era debido a las maniobras e intrigas políticas de su hermano, lord Gage). Mientras se hallaba reclutando a reclutas locales para su nuevo regimiento, conoció a una natural de las colonias, Margaret Kemble, natural de East Brunswick (Nueva Jersey), quien era hija de un antiguo camarada de la Westminster School y que en ese momento formaba parte del Consejo de Nueva Jersey. Contrajeron matrimonio en diciembre de  1758. Su primer hijo, Henry Gage, futuro  tercer vizconde de Gage, nació en 1761. Margaret Kemble era igualmente la nieta del alcalde de Nueva York Stephanus van Cortlandt.
El nuevo general fue puesto a cargo de la guarnición británica de Albany (en el actual estado de Nueva York), quedando bajo las órdenes del mayor general Jeffrey Amherst. En 1759 Amherst le ordenó que atacase a los franceses del Québec y que les tomase Fort la Présentation (también conocido como Fort La Galette) y que posteriormente tomase la ciudad de Montreal. Gage se mostró en desacuerdo con Amherst, sugiriéndole que sus tropas fuesen utilizadas para reforzar Fort Niagara y Fort Oswego (en Oswego, hoy estado de Nueva York), mientras que el propio Amherst dirigía a las tropas hacia Montreal. Gage tuvo entonces que afrontar el descontento de su superior, siendo dejado en Fort Albany hasta que Amherst considerase que estaba listo para atacar Montreal en 1760 (Gage vio en la campaña cómo se le confiaba el mando de la retaguardia de Amherst).

## Gobernador
Tras la capitulación de las tropas francesas en Canadá, fue nombrado como el primer jefe británico del Gobierno Militar de Montreal. Durante su mandato, se mostró generalmente respetuoso para con las costumbres locales, siendo considerado un administrador honesto y concienzudo. Durante su mandato como gobernador de los territorios antiguamente franceses del Canadá, envió informes al gobierno británico en relación con el tema del derecho de los nativos amerindios a la propiedad de las tierras. Llegó a la conclusión de que, en tanto que sucesores de los franceses, que no habían admitido nunca que los indios tuviesen derecho a la propiedad de sus tierras, no era procedente admitirlo ahora. Además, añadía que admitirlo entonces establecería «un precedente peligroso».
En 1761 fue ascendido a mayor general, recibiendo el mando del 22nd Regiment. Cuando Amherst regresó al Reino Unido en agosto de 1763, asumió el mando de las tropas del Ejército británico en las colonias americanas. Aunque británicos y franceses hubiesen firmado la paz, tuvo que enfrentarse con una rebelión de los nativos amerindios en la frontera de las colonias. En mayo de 1763, las tropas del jefe ottawa, Pontiac atacaron Fort Detroit, en un primer ataque de lo que hoy en día se conoce como rebelión de Pontiac. 
Con la esperanza de lograr resolver el conflicto por la vía diplomática, envió al lugar a los coroneles John Bradstreet y Henri Bouquet al mando de un destacamento de tropas, pero simultáneamente ordenó a William Johnson que entablase conversaciones de paz. En agosto de 1764, el coronel Bradstreet firmó por su cuenta un tratado con los indios, tratado que fue rechazado por Gage. El coronel Bouquet negoció un alto el fuego en octubre de 1764. Para esas fechas, Gage ya solo enseñoreaba dos de los nueve fuertes de la frontera, siendo los indios dueños de los otros siete. Finalmente, en 1765, optó por enviar al 42nd Royal Highland Regiment para que reconquistase el Fuerte de Chartres. Durante el verano, ordenó a Johnson en envío de un representante a Pontiac. El conflicto no llegó a su fin hasta que el propio Pontiac no se presentó en Fort Ontario para firmar allí un tratado de paz formal con Johnson en julio de 1766.
Su administración colonial constató el incremento de tensiones políticas en el interior de las colonias. Como reacción, dio inicio a un proceso de retirada de sus tropas desde la frontera oriental con los indios para disponer así de tropas con las que reforzar su presencia y control sobre algunos centros urbanos, como Nueva York o Boston. Debido a que el número de soldados destacados y acantonados en las ciudades se acrecía, pasó pues a ser urgente el poder asegurar su manutención y su alojamiento. De este modo, el Parlamento británico votó una ley, denominada Quartering Act (1765), por la que se autorizaba a las tropas británicas a establecer su acantonamiento en residencias privadas. Se dirigió personalmente a Boston, donde pasó seis semanas ocupadas en llegar a acuerdos para alojar allí a sus tropas en 1768. Esta ocupación militar de dicha ciudad fue uno de los detonantes de la situación que desembocó en 1770 en la «matanza de Boston» (también denominada a veces «masacre de Boston»). Ese mismo año, fue ascendido a teniente general.
Thomas Gage el 20 de febrero de 1773 ya le comunicó al gobernador de Luisiana, Luis de Unzaga y Amézaga 'le Conciliateur', su intención de regresar al Reino Unido con su familia, hecho que ocurrió 4 meses después, en junio, por lo que Gage no se halló presente cuando se produjo en diciembre de dicho año el motín del té en Boston, ciudad en la que tanto Gage como Unzaga dejaron confidentes para ser informados por sus respectivas redes de espías. La controversia que se derivó de dichos acontecimientos desembocó en la imposición por las autoridades británicas de un bloqueo del puerto de Boston hasta que los colonos hubiesen resarcido la totalidad de los daños causados a la mercancía. El gobernador de Massachusetts, Thomas Hutchinson, tenía entonces 62 años y el teniente de gobernador o vicegobernador, Andrew Oliver, 67. Así, Gage, que por entonces se hallaba en la cincuentena y que contaba con una dilatada experiencia militar en América, aparecía como el hombre ideal para reconducir la situación de acuerdo con los intereses británicos. 
En mayo de 1774, fue nombrado para el cargo de gobernador real bajo las condiciones de la ley marcial, es decir, comandante en jefe de Massachusetts, reemplazando de este modo al gobierno civil. Desde su nuevo cargo, se le encomendó que hiciese aplicar el Boston Port Act y que velase estrictamente para que se confiscase todo material de guerra. 
En septiembre de 1774, ordenó que se confiscase la pólvora almacenada en la localidad de Somerville; la operación resultó un éxito, pero el resto de operaciones planificadas se saldaron con un fracaso, debido a que Paul Revere y sus Hijos de la Libertad (Sons of Liberty en inglés), espiaban las actividades de Gage, con lo que prevenían a sus futuras víctimas. 
No obstante, Gage fue igualmente objeto de críticas por parte de sus propios hombres por permitir que algunos grupos, al estilo de los Sons of Liberty, siguiesen existiendo. Uno de sus oficiales, Hugh Percy, remarcaba a ese respecto que «la gran clemencia del general y su moderación solo conseguían volverles (a los americanos) más exigentes e insolentes». El propio Gage escribió que «si finalmente hay que acudir al uso de la fuerza militar, dicha fuerza debe ser considerable y hay que aportar refuerzos, entablar el combate con una fuerza militar débil alentará a la resistencia en vez de desalentarla, y finalmente será más costoso en vidas y en medios materiales». Edmund Burke describía el conflicto interior de Gage diciendo al Parlamento que «un inglés es la persona más inepta del mundo cuando se trata de reducir a otro inglés a la esclavitud».

## Revolución de las Trece Colonias

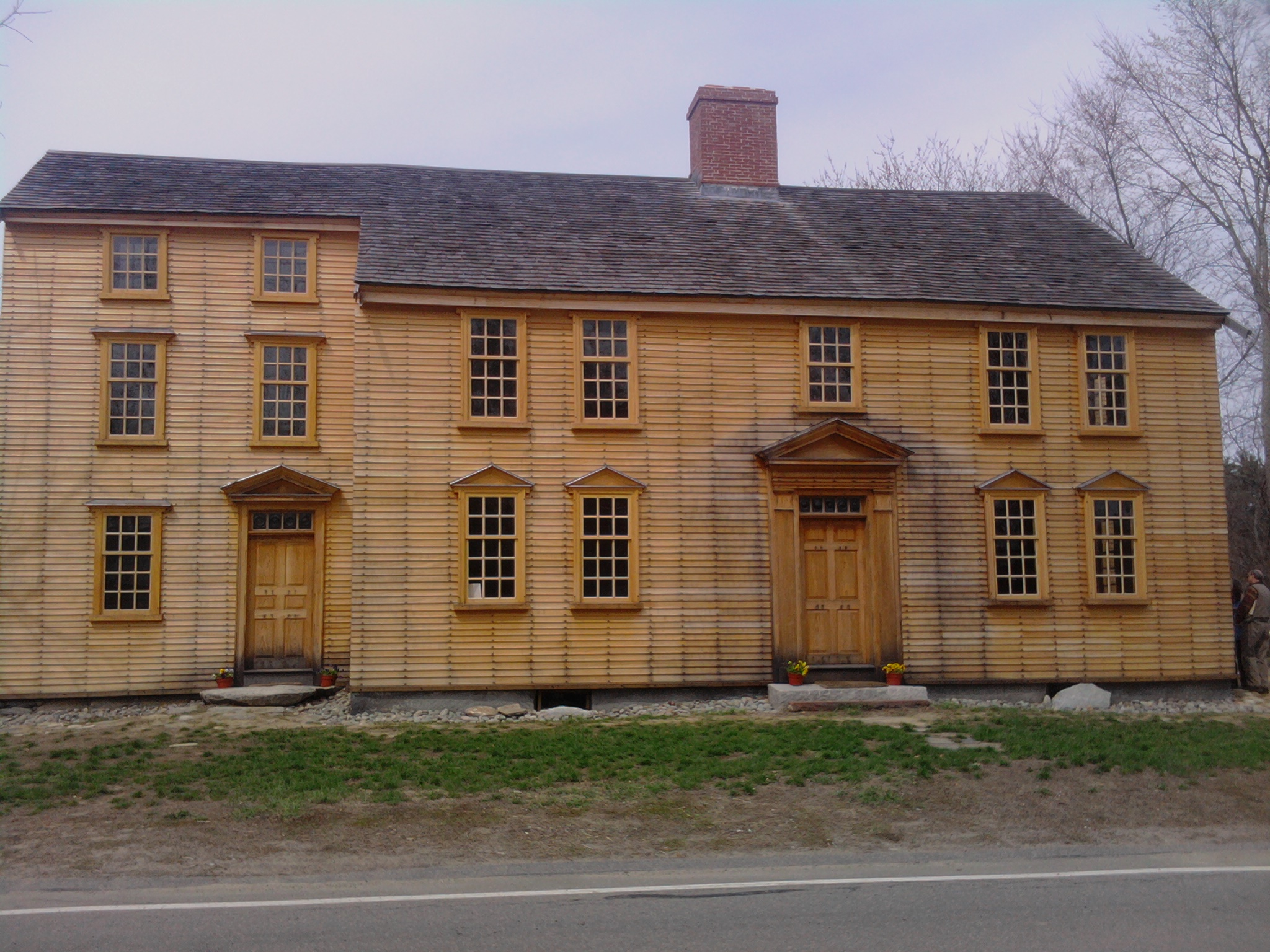
Granja de James Barrett, donde supuestamente tendrían que haber recogido el alijo de armas.

En tanto que gobernador militar y civil de Massachusetts, ordenó el arresto bajo la acusación de traición de los políticos americanos Samuel Adams y John Hancock. Hancock y Adams lograron escapar de los agentes del gobernador en Boston y se refugiaron en Lexington (Massachusetts). La mayoría de las Milicias de la Colonia, que eran favorables a la causa de los rebeldes, reunió armas, pólvora y provisiones en Concord, a 32 km de Boston. En la noche del 18 de abril de 1775, Gage ordenó a 700 soldados británicos de sus tropas de élite y a compañías de granaderos de Boston que avanzasen contra Lexington y Concord. Los colonos en estado de rebelión habían sido advertidos durante la noche por Paul Revere, William Daves y Samuel Prescott.

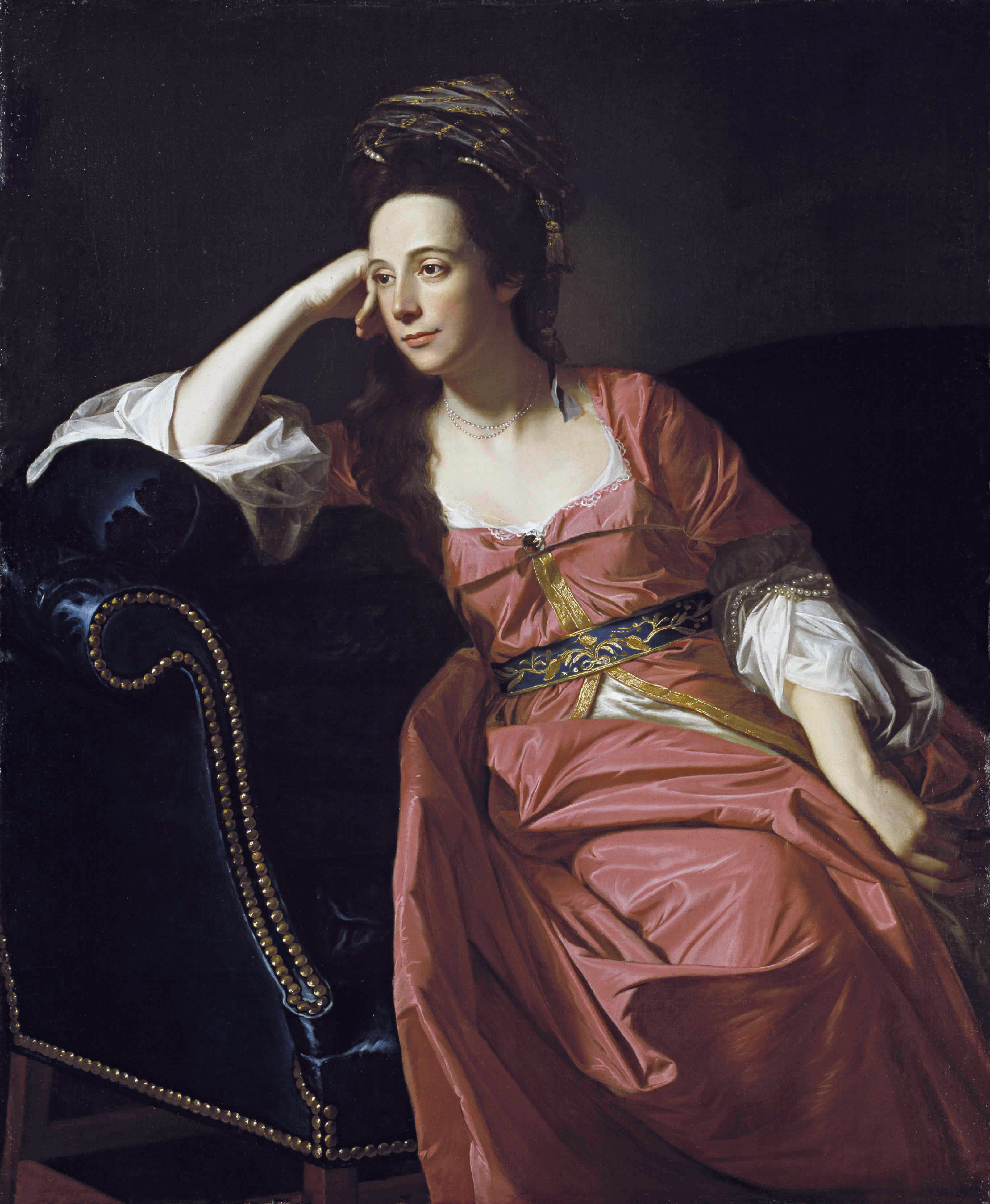
Margaret Kemble Gage, la esposa de Thomas Gage, hacia 1771 en un cuadro de John Singleton Copley (1738 Boston-1815 Londres).

En la mañana del 19 de abril de 1775, ordenó a los Regulares británicos que se trasladaran desde Boston hasta Concord para recoger el alijo de armas que le esperaban en la granja de James Barrett, pero, para su sorpresa, ni el propietario de la granja, James Barrett, ni las armas, estaban allí. La batalla de Lexington y Concord finalizó con 273 soldados británicos muertos o heridos, y de 95 rebeldes americanos. Los soldados lograron alcanzar su objetivo, pero fueron objeto de una emboscada en el camino de regreso a  Boston. Adams y Hancock lograron huir. Tras la batalla, Gage publicó una proclama ofreciendo una amnistía general para todos aquellos que demostrasen su lealtad a la Corona británica (con la notable excepción de Hancock y Adams). De hecho, estos enfrentamientos pueden ser considerados como el momento de inicio de la guerra de Independencia de los Estados Unidos.
Gage comenzó a sospechar que su esposa Margaret, nativa de la colonia, pudiese tener simpatía por la causa de los rebeldes. Convencido de que su esposa había traicionado su confianza, ordenó que se trasladase a Inglaterra. 
Después del enfrentamiento en Lexington, los rebeldes americanos persiguieron a los soldados británicos hasta Boston, donde ocuparon el sector del nacimiento de la península sobre la que se asienta la ciudad. De este modo principió el sitio de Boston. Para mayo de 1775, el Congreso de Massachusetts autorizó el alistamiento de 15 000 colonos en la Milicia para destinarlos al sitio de Boston. Inicialmente, los entre 6000 y 8000 rebeldes (cuyo principal jefe era el general Artemas Ward) se enfrentaban a unos 4000 hombres de Gage arrinconados en la ciudad. El almirante británico Samuel Graves estaba, por su parte, al mando de la flota de la Marina Real británica que mantenía el control del puerto. El 25 de mayo, Gage recibió a 4500 hombres como refuerzo, así como a tres nuevos generales: el mayor general William Howe y los brigadieres John Burgoyne y Henry Clinton. 
Gage y sus generales esbozaron un plan que pretendía romper el sitio. Dicho plan contemplaba un ataque anfibio que desalojase a los rebeldes de Dorchester Heights o de tomar el cuartel general de los mismos, sito en Cambridge. Para hacer frente a esos planes, el general Ward ordenó al general Israel Putnam que fortificase Bunker Hill. El 17 de junio de 1775, las tropas británicas mandadas por el general Howe tomaron la península de Charlestown durante la batalla de Bunker Hill. Alcanzaron sus objetivos, pero no lograron romper el sitio porque los americanos seguían teniendo en su poder la base de la península. Gage afirmó al respecto: «Una victoria caramente adquirida, otra más nos habría arruinado». Las bajas británicas fueron tan elevadas que desde entonces el sitio quedó en tablas. Durante la batalla de Bunker Hill, las milicias norteamericanas perdieron únicamente 140 hombres, mientras que el Ejército británico perdió 1100.

## Regreso al Reino Unido
El 10 de octubre de 1775, fue reclamado desde la metrópoli, siendo sustituido por el mayor general Howe como comandante en jefe del Ejército Británico en las Colonias. En su informe ante el Gabinete británico, repitió que «a largo plazo se debería desplegar un importante ejército para reducir a esas gentes» y que habría que «llevar tropas». En abril de 1776, George Sackville Germain, el secretario de Estado británico para América, transfirió formalmente el mando de Gage a Howe. 
Regresó al servicio en abril de 1781, cuando Amherst le pidió que se encargase del alistamiento de tropas en previsión de una posible invasión francesa. Al año siguiente, asumió el mando (como coronel) del 17th Light Dragoons. Finalmente, fue ascendido a general el 20 de noviembre de 1782, encomendándosele tras  ello el mando del 11th Dragoons. Falleció en la isla de Pórtland el 2 de abril de 1787, y su esposa le sobrevivió casi 37 años.
| Predecesor: Jeffrey Amherst   | Comandante en jefe del Ejército Británico en América del Norte 1763-1775 | Sucesor: William Howe |
| Predecesor: Thomas Hutchinson | Gobernador de Massachusetts 13 de mayo de 1774-11 de octubre de 1775     | Sucesor: William Howe |
| Predecesor: Jeffrey Amherst   | Gobernador del Québec 1763-1764                                          | Sucesor: James Murray |